# Los planetas
Los planetas (en inglés, The Planets), op. 32, es una suite orquestal en siete movimientos del compositor inglés Gustav Holst, compuesta entre 1914 y 1917. En el último movimiento se une a la orquesta un coro femenino sin texto. Cada movimiento de la suite lleva el nombre de un planeta del sistema solar y su supuesto carácter astrológico.
El estreno de Los planetas tuvo lugar en el Queen's Hall de Londres el 29 de septiembre de 1918, bajo la dirección del amigo de Holst, Adrian Boult, ante una audiencia invitada de unas 250 personas. Entre 1919 y principios de 1920 se dieron tres conciertos en los que se tocaron movimientos de la suite. La primera actuación completa en un concierto público tuvo lugar en el Queen's Hall el 15 de noviembre de 1920 a cargo de la Orquesta Sinfónica de Londres dirigida por Albert Coates.
La naturaleza innovadora de la música de Holst provocó cierta hostilidad inicial entre una minoría de críticos, pero la suite pronto se popularizó y a día de hoy sigue siendo influyente y ampliamente interpretada. El compositor dirigió dos grabaciones de la obra y ha sido grabada al menos ochenta veces posteriormente por directores, coros y orquestas del Reino Unido y del extranjero.

## Historia y composición

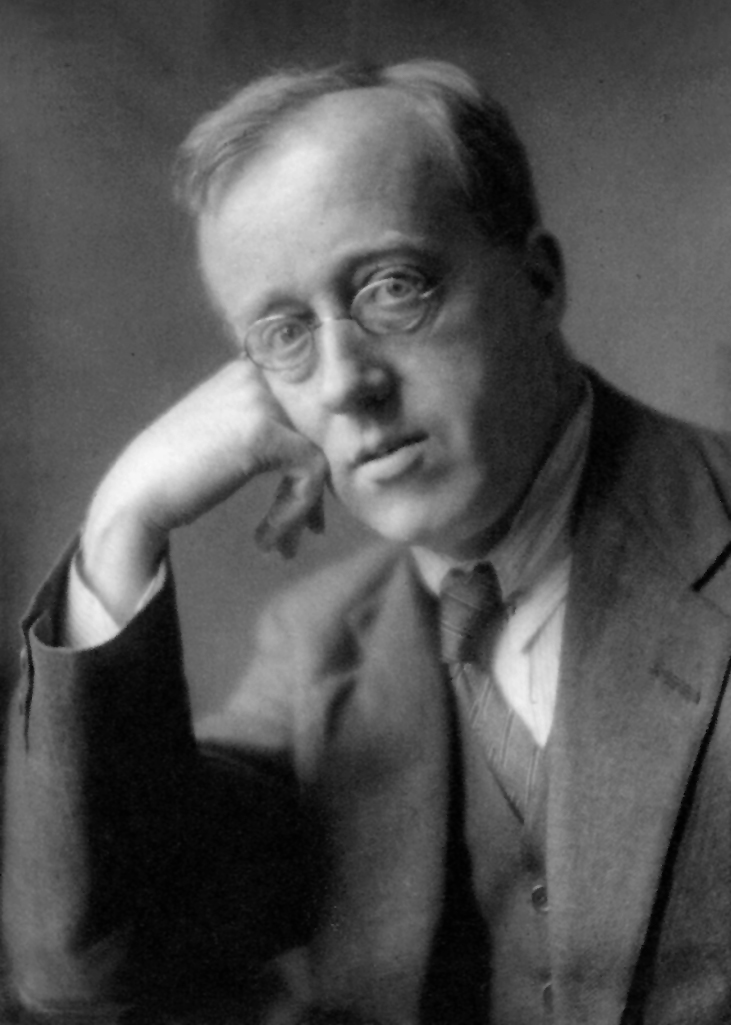
Gustav Holst, alrededor de 1921.

Los planetas se compuso a lo largo de casi tres años, entre 1914 y 1917. Sus orígenes hay que buscarlos entre marzo y abril de 1913, cuando Gustav Holst y su amigo y benefactor Henry Balfour Gardiner estaban de vacaciones en Mallorca con el compositor Arnold Bax y su hermano, el escritor y periodista Clifford Bax. Una discusión sobre astrología despertó el interés de Holst. Clifford Bax comentó más tarde que Holst se convirtió en «un intérprete de horóscopos notablemente hábil». Poco después de las vacaciones, Holst le escribió a un amigo: «Sólo estudio cosas que me sugieran música. Por eso me preocupaba el sánscrito. Luego, recientemente, el carácter de cada planeta me sugirió muchas cosas y he estado estudiando astrología bastante de cerca». Le dijo a Clifford Bax en 1926 que Los planetas:

... whether it’s good or bad, grew in my mind slowly—like a baby in a woman’s womb ... For two years I had the intention of composing that cycle, and during those two years it seemed of itself more and more definitely to be taking form.
... ya sea bueno o malo, creció en mi mente lentamente, como un bebé en el vientre de una mujer ... Durante dos años tuve la intención de componer ese ciclo y durante esos dos años pareció tomar forma de manera más y más definida.

Imogen Holst, la hija del compositor, escribió que su padre tenía dificultades con las estructuras orquestales a gran escala, como las sinfonías, y la idea de una suite con un personaje separado para cada movimiento fue una inspiración para él. El biógrafo de Holst, Michael Short, y el musicólogo Richard Greene piensan que es probable que las Cinco piezas para orquesta de Arnold Schönberg sirvieran de inspiración y ejemplo para que el compositor escribiera una suite para gran orquesta. Esa suite se había representado en Londres en 1912 y nuevamente en 1914; Holst estuvo en una de las representaciones y se sabe que poseía una copia de la partitura.
Holst describió a Los planetas como «una serie de estados de ánimo», que actúan como «contrapuntos entre sí», con «muy poco contraste en cualquiera de ellos». Short escribe que algunas de las características que el compositor atribuyó a cada uno de los astros pudieron haber sido sugeridas por el folleto What is a Horoscope? de Alan Leo, que estaba leyendo en ese momento. Tomó el título de dos movimientos, «Mercurio: el mensajero alado» y «Neptuno: el místico», de sus libros. El propio Holst declaró que la obra se basaba en la «significación astrológica» de los siete planetas representados en ella; que no era música programática, que en caso de pretender encontrar un programa, bastaba con los subtítulos de cada sección. Además, declaró que «no había relación alguna con las deidades de la mitología clásica correspondientes a cada planeta». Pero, aunque la astrología fue el punto de partida de Holst, dispuso los planetas para que se adaptaran a su propio plan:

... ignoring some important astrological factors such as the influence of the sun and the moon, and attributing certain non-astrological qualities to each planet. Nor is the order of movements the same as that of the planets' orbits round the sun; his only criterion being that of maximum musical effectiveness
... ignorando algunos factores astrológicos importantes, como la influencia del sol y la luna, y atribuyendo ciertas cualidades no astrológicas a cada planeta. El orden de los movimientos tampoco es el mismo que el de las órbitas de los planetas alrededor del Sol; su único criterio es el de la máxima eficacia musical.

En uno de los primeros bocetos de la suite, Holst incluyó a Mercurio como «n.° 1», lo que Greene sugiere que plantea la posibilidad de que la primera idea del compositor fuera simplemente representar los planetas en el orden obvio, desde el más cercano al Sol hasta el más lejano. «Sin embargo, abrir con el carácter más inquietante de Marte permite una elaboración más dramática y convincente del material musical».
Holst tenía una gran carga de trabajo como director de música en St Paul's Girls' School, Hammersmith y Morley College, y tenía un tiempo limitado para componer. Imogen Holst escribió: «Los fines de semana y las vacaciones eran los únicos momentos en los que realmente podía seguir con su propio trabajo, razón por la cual le tomó más de dos años terminar Los planetas». Agregó que la neuritis crónica de su padre en su brazo derecho lo estaba preocupando considerablemente y que le habría resultado imposible completar las 198 páginas de la gran partitura sin la ayuda de dos colegas en St Paul's, Vally Lasker y Nora Day, a quienes llamó sus «escribas».
El primer movimiento que se escribió fue «Marte» a mediados de 1914, seguido de «Venus» y «Júpiter» a finales del año, «Saturno» y «Urano» a mediados de 1915, «Neptuno» más tarde en ese año y «Mercurio» a principios de 1916. Holst completó la orquestación durante 1917.

## Primeras representaciones

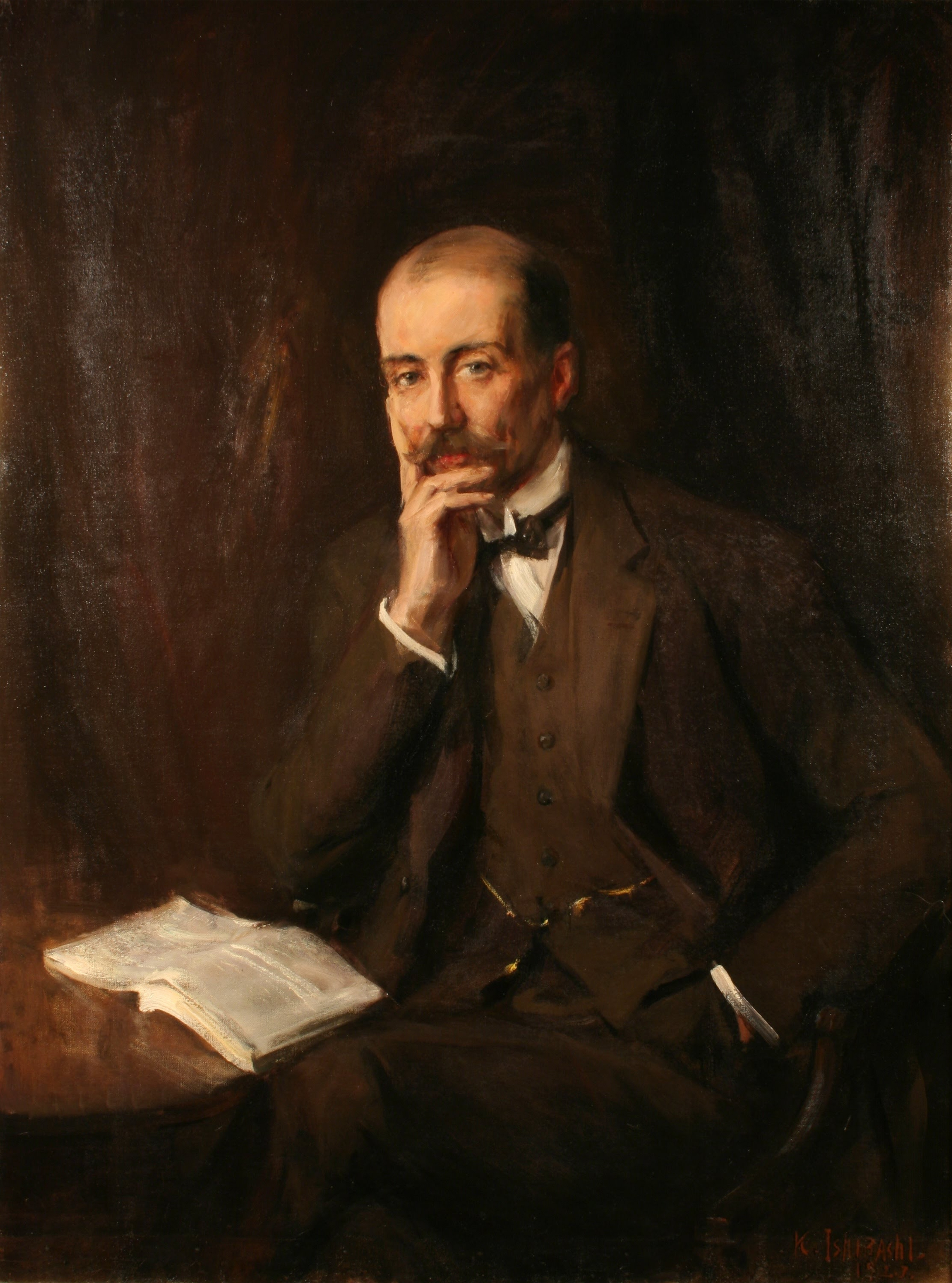
Adrian Boult fue quien dirigió la obra en su primera representación en público.

El estreno de Los planetas, realizado a petición de Holst por Adrian Boult, se llevó a cabo con poca antelación el 29 de septiembre de 1918, durante las últimas semanas de la Primera Guerra Mundial, en Queen's Hall con el apoyo financiero de Gardiner. La ensayaron apresuradamente; los músicos de la Queen's Hall Orchestra vieron por primera vez la complicada música sólo dos horas antes de la presentación y reclutaron al coro de «Neptuno» entre los estudiantes de Holst en Morley College y St Paul's Girls' School. Fue un evento relativamente íntimo, al que asistieron alrededor de 250 socios invitados, pero Holst lo consideró como el estreno público e inscribió en la copia de la partitura de Boult: «Esta copia es propiedad de Adrian Boult, quien primero hizo que Los planetas brillaran en público y, por lo tanto, ganó la gratitud de Gustav Holst».
En un concierto de la Royal Philharmonic Society en el Queen's Hall el 27 de febrero de 1919 dirigido por Boult, cinco de los siete movimientos se tocaron en el orden «Marte», «Mercurio», «Saturno», «Urano» y «Júpiter». Fue decisión de Boult no tocar los siete movimientos en este concierto. Aunque a Holst le hubiera gustado que la suite se interpretara completa, la opinión del director era que cuando se le presentaba al público un lenguaje completamente nuevo de este tipo, «media hora era todo lo que podían asimilar». Imogen Holst recordó que su padre «odiaba las representaciones incompletas de Los planetas, aunque en varias ocasiones tuvo que acceder a dirigir tres o cuatro movimientos en los conciertos del Queen's Hall. Le disgustaba especialmente tener que acabar con Júpiter, para hacer un "final feliz", pues, como él mismo decía, "en el mundo real el final no es nada feliz"».
En un concierto en Queen's Hall el 22 de noviembre de 1919, Holst dirigió «Venus», «Mercurio» y «Júpiter». Hubo otra representación pública incompleta, en Birmingham, el 10 de octubre de 1920, con cinco movimientos («Marte», «Venus», «Mercurio», «Saturno» y «Júpiter»), dirigida por el compositor. La primera interpretación completa de la suite en un concierto público fue el 15 de noviembre de 1920; Albert Coates dirigió la Orquesta Sinfónica de Londres. La primera actuación completa dirigida por el compositor fue el 13 de octubre de 1923, con la Queen's Hall Orchestra.

## Orquestación

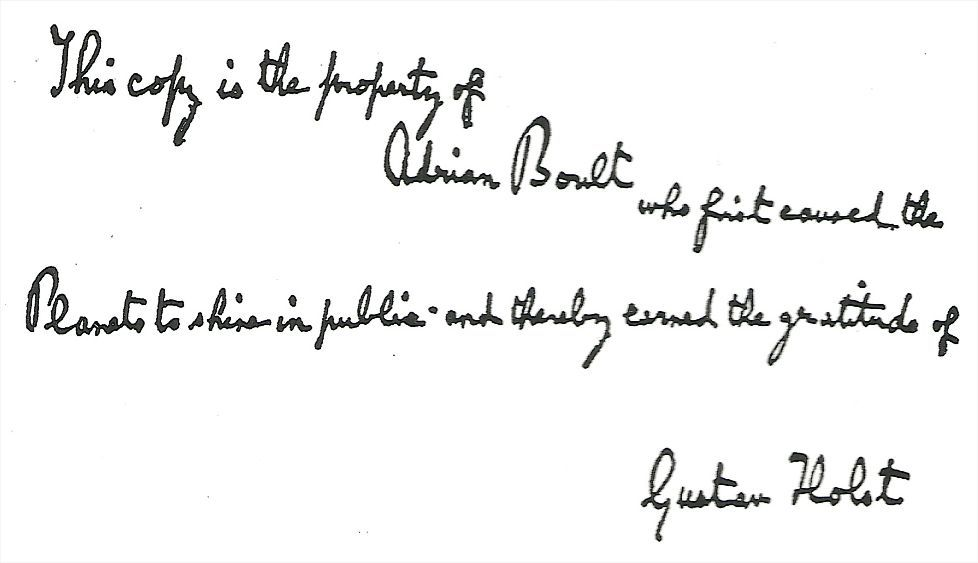
Inscripción de Holst en la copia de la partitura de Boult.

Los planetas, como reza su subtítulo, es una suite «para gran orquesta». El compañero compositor de Holst, Ralph Vaughan Williams, escribió en 1920: «Holst usa una orquesta muy grande en Los planetas no para que su partitura se vea impresionante, sino porque necesita el color adicional y sabe cómo usarlo». Los movimientos varían en las combinaciones de instrumentos utilizados. La partitura requiere la siguiente instrumentación:
- Instrumentos de viento-madera: cuatro flautas (tercera doblando el primer flautín y cuarta doblando el segundo flautín y «flauta bajo en sol», en realidad una flauta alto),[31] tres oboes (tercer oboe doblando el oboe bajo), un corno inglés, tres clarinetes en si♭ y la, un clarinete bajo en si♭, tres fagotes y un contrafagot.
- Instrumentos de viento metal: seis trompas en fa, cuatro trompetas en do, dos trombones, un trombón bajo, un tuba tenor en si♭ (a menudo tocada en un bombardino) y una tuba.
- Percusión: seis timbales (dos intérpretes), triángulo, caja, pandereta, platillos, bombo, gong, campanas tubulares, glockenspiel (tres intérpretes), celesta y xilófono (dos intérpretes).
- Teclados: órgano.
- Cuerdas: dos arpas, violines primero y segundo, violas, violonchelos y contrabajos.

En «Neptuno», se agregan dos coros de mujeres de tres partes (cada uno compuesto por dos secciones de soprano y una sección de contralto) ubicados en una sala contigua que se proyectará hacia la audiencia.

## Estructura

### 1. «Marte, el portador de la guerra»
«Marte» está marcado allegro y en un implacable ostinato en 5
4 durante la mayor parte de su duración. Se abre en silencio, los dos primeros compases tocados por percusión, arpa y cuerdas col legno. La música llega a un clímax disonante cuádruple fuerte. Aunque a menudo se piensa que «Marte» representa los horrores de la guerra mecanizada, se completó poco antes de que comenzara la Primera Guerra Mundial. El compositor Colin Matthews escribe que para Holst, «Marte» habría sido «un experimento en el ritmo y el choque de tonalidades», y su violencia en la interpretación «puede haberlo sorprendido tanto como impactó a sus primeras audiencias». Short comenta, «abundan las disonancias armónicas, a menudo resultantes de choques entre acordes en movimiento y puntos de pedal estáticos», que compara con un efecto similar al final de El pájaro de fuego de Ígor Stravinski, y agrega que, aunque anteriormente se había escrito música de batalla, en particular por Richard Strauss en Una vida de héroe, «nunca había expresado tal violencia y puro terror».

### 2. «Venus, el portador de la paz»
El segundo movimiento comienza adagio en compás de 4
4. Según Imogen Holst, «Venus» «tiene que intentar traer la respuesta correcta a "Marte"». El movimiento se abre con un tema de trompa solista respondido en suavemente por las flautas y los oboes. Un segundo tema se le da al solo de violín. La música procede tranquilamente con acordes oscilantes de flautas y arpas, con decoración de la celesta. Entre el adagio inicial y el largo central hay una sección fluida andante en 3
4 con una melodía de violín (solo luego tutti) acompañada de una suave síncopa en el viento-madera. El solo de oboe en el largo central es una de las últimas melodías románticas que Holst se permitió antes de adoptar una forma más austera en obras posteriores. Leo llamó al planeta «la estrella más afortunada bajo la cual nacer»; Short considera el «Venus» de Holst «una de las más sublimes evocaciones de paz en la música».

### 3. «Mercurio, el mensajero alado»
«Mercurio» está en 6
8 y está marcado vivace en todas partes. El compositor R. O. Morris pensó que era el más cercano de los movimientos al «dominio de la música programática pura y simple... tiene una idea esencialmente pictórica. «Mercurio» es una mera actividad cuyo carácter no está definido». Este movimiento, el último de los siete que escribió, contiene los primeros experimentos de Holst con la bitonalidad. Yuxtapone fragmentos melódicos en si♭ mayor y mi mayor, en un scherzo de movimiento rápido. Se destacan el violín solista, el arpa aguda, la flauta y el glockenspiel. Es el más corto de los siete movimientos y su ejecución suele durar entre tres minutos y medio y cuatro.

### 4. «Júpiter, el portador de la alegría»
En este movimiento, Holst retrata la supuestamente característica «abundancia de vida y vitalidad» de Júpiter con música que es alegre y exuberante. La nobleza y la generosidad son presuntamente características de los nacidos bajo Júpiter y en la sección media más lenta, Holst proporciona una melodía amplia que incorpora esos rasgos. Se ha visto comprometida por su uso posterior como melodía de un himno patriótico solemne, «I Vow to Thee, My Country», pero el escritor de música Lewis Foreman comenta que el compositor no pensó en él en esos términos, como lo muestran sus propias grabaciones del movimiento. La sección de apertura del movimiento está marcada allegro giocoso, en 2
4. El segundo tema, al mismo tempo, está en 3
4, al igual que la amplia melodía de la sección central, marcada como andante maestoso, que Holst indica se debe realizar a la mitad de la velocidad de la sección inicial. La sección de apertura regresa y después de una reaparición de la melodía maestoso —su cadencia final esperada no resuelta, como en su primera aparición— el movimiento termina con una corchea triple forte para toda la orquesta.

### 5. «Saturno, el portador de la vejez»
«Saturno» era el movimiento favorito de Holst de la suite. Matthews lo describe como «una procesión lenta que se eleva a un clímax aterrador antes de desvanecerse como si fuera en los confines del espacio exterior». El movimiento se abre como un adagio tranquilo en 4
4 y el ritmo básico sigue siendo lento en todo momento, con breves ráfagas de animación en la primera parte y un cambio a andante en 3
2 en la sección posterior. Aparte de los timbales, no se utiliza percusión en este movimiento, a excepción de las campanas tubulares en los puntos culminantes. Al principio, flautas, fagotes y arpas tocan un tema que sugiere el tic-tac de un reloj, por la relación del Saturno astrológico con el tiempo. Los trombones (el instrumento principal de Holst) introducen una melodía grave y solemne, que retoma toda la orquesta. El desarrollo del motivo del tiempo conduce a un clímax de triple forte, después del cual la música se suaviza, se va apagando y termina en silencio.

### 6. «Urano, el mago»
Matthews describe el carácter del movimiento como el de «una danza torpe, que gradualmente se sale más y más de las manos (no muy diferente de El aprendiz de brujo de Paul Dukas) hasta que [...] todo es barrido abruptamente en la lejanía». El movimiento, que comienza con lo que Short llama «un tremendo motivo de metales de cuatro notas» (sol-mi bemol-la-si), está marcado allegro en 6
4. La música continúa en «una serie de bromas alegres» con interjecciones ocasionales en 9
4, llegando a un cuádruple forte clímax con un prominente glissando de órgano, después de lo cual la música desciende repentinamente a un pianissimo lento antes de alternar secciones forte (fa6) y piano (mi) repartidas entre la sección de viento y las cuerdas, hasta que el movimiento acaba con un mi pianissimo., siendo un mi la última nota, lo que la enlazaría con la pieza siguiente.

### 7. «Neptuno, el místico»
La música del último movimiento es tranquila en todo momento, en una métrica irregular y oscilante (compás 5
4, el mismo de «Marte»), que alterna los acordes de mi menor y sol sostenido menor y abre con flautas unidas por flautín y clarinetes, uniéndose el flautín, los oboes las arpas y la celesta más tarde. Holst hace mucho uso de la disonancia en este movimiento. Antes del estreno, su compañero Geoffrey Toye dijo que un compás donde los metales tocan acordes de mi menor y sol♯ menor juntos «iba a sonar espantoso». Holst estuvo de acuerdo y dijo que se había estremecido cuando lo escribió, pero «¿qué vas a hacer cuando te viene así?». A medida que se desarrolla el movimiento, se une a la orquesta un coro femenino fuera del escenario que canta una línea suave y sin palabras: esto era inusual en las obras orquestales de la época, aunque Claude Debussy había utilizado el mismo recurso en el tercer movimiento de sus Nocturnos (1900). La orquesta enmudece y las voces solas llevan la obra a un pianissimo final en una tonalidad incierta, mientras se va cerrando una puerta entre los cantantes y el auditorio.

## Influencias
Varias son las influencias que recibió Holst de otros compositores en la composición de la suite. La idea del coro femenino sin texto, para su «Neptuno» remite a los Nocturnos de Claude Debussy. Igualmente se puede rastrear la influencia de Richard Strauss en su uso del oboe bajo; o la de Ígor Stravinski por la incorporación de la tuba tenor y por la similitud de ciertos motivos breves y su tratamiento en La consagración de la primavera, por ejemplo, en pasajes de «Marte» y «Neptuno». También hay que mencionar la influencia de las Cinco piezas para orquesta de Arnold Schönberg.
Desde el punto de vista conceptual, además, se deben citar las Variaciones Enigma de Elgar y, de forma más lejana, los Cuadros de una exposición de Modest Músorgski en cuanto a la sucesión de descripciones de caracteres o impresiones.

## Recepción
Imogen Holst escribió sobre el estreno de 1918 bajo la dirección de Boult:

Even those listeners who had studied the score for months were taken aback by the unexpected clamour of Mars. During Jupiter the charwomen working in the corridors put down their scrubbing-brushes and began to dance. In Saturn the isolated listeners in the dark, half-empty hall felt themselves growing older at every bar. But it was the end of Neptune that was unforgettable, with its hidden chorus of women's voices growing fainter and fainter in the distance, until the imagination knew no difference between sound and silence.
Incluso aquellos oyentes que habían estudiado la partitura durante meses quedaron desconcertados por el inesperado clamor de «Marte». Durante «Júpiter», las limpiadoras que trabajaban en los pasillos dejaron los cepillos y empezaron a bailar. En «Saturno», los oyentes aislados en la sala oscura y medio vacía se sentían envejecer en cada compás. Pero fue el final de «Neptuno» lo que fue inolvidable, con su coro oculto de voces femeninas cada vez más y más débiles en la distancia, hasta que la imaginación no supo diferenciar entre el sonido y el silencio.

Cuando la música se presentó por primera vez al público en general en febrero de 1919, la opinión crítica estaba dividida. Greene imprime un resumen de las reseñas de las primeras cuatro representaciones públicas de la suite (o movimientos de la misma) en febrero y noviembre de 1919 y octubre y noviembre de 1920. Se registran reseñas positivas en veintiocho de los treinta y siete artículos, revistas y diarios citados. Una pequeña minoría de críticos fue particularmente hostil, entre ellos los de The Globe («Ruidoso y pretencioso»); The Sunday Times («Pomposo, ruidoso y poco atractivo»), y The Times («una gran decepción... elaborado y doloroso de escuchar»). El crítico en The Saturday Review escribió que Holst evidentemente consideraba a los planetas «como molestias objetables que expulsaría de nuestra órbita si pudiera».
The Times cambió rápidamente de opinión; en julio de 1919 denominó a Holst el más intrigante de sus pares y comentó: «Los planetas todavía nos dejan boquiabiertos»; después de escuchar a Holst dirigir tres de los movimientos en noviembre de 1919, el crítico del periódico declaró que la pieza era «la primera música de un inglés que hemos escuchado en algún tiempo que no es ni convencional ni insignificante», y en el momento de la muerte del compositor en 1934, la evaluación del artículo de la pieza fue «la obra más grande de Holst»:

Each of the seven numbers shows one aspect of life regarded with a detached and unflinching scrutiny. In this suite Holst, with the directness which was characteristic of his personal intercourse and character, and which comes out in spite of all his mysticism in the technique of his music, sets forth with every elaboration his fundamentally simple view of what life brings. The work is original in conception, in its philosophical implications, in its scoring, and in its harmonic and rhythmic idiom.
Cada uno de los siete números muestra un aspecto de la vida considerado con un escrutinio imparcial e inquebrantable. En esta suite, Holst, con la franqueza que era característica de su carácter y trato personal, y que sale a la luz a pesar de todo su misticismo en la técnica de su música, expone con cada elaboración su visión fundamentalmente simple de lo que trae la vida. La obra es original en su concepción, en sus implicaciones filosóficas, en su partitura y en su lenguaje armónico y rítmico.

The Sunday Times también cambió rápidamente su línea. En 1920 su nuevo crítico musical, Ernest Newman, dijo que Holst podía hacer «fácilmente, sin problemas» lo que algunos otros compositores sólo podían hacer «con un esfuerzo y una sonrisa satisfecha», y que en Los planetas mostró «una de las más sutiles y más originales mentes de nuestro tiempo. Comienza trabajando en un problema musical donde la mayoría de las otras mentes lo dejarían». Newman comparó las innovaciones armónicas de Holst con las de Stravinski, en desventaja de este último, y no expresó ninguna de las reservas que calificaban su admiración por las Cinco piezas para orquesta de Schönberg.

## Grabaciones
Ha habido al menos ochenta grabaciones comerciales de Los planetas. Holst dirigió la Orquesta Sinfónica de Londres en las dos primeras actuaciones grabadas: la primera fue una grabación acústica realizada en sesiones entre septiembre de 1922 y noviembre de 1923; la segunda se hizo en 1926 utilizando el nuevo proceso de grabación eléctrica. Los tempos de Holst son en general más rápidos que los de la mayoría de sus sucesores. Esto puede deberse a la necesidad de ajustar la música a discos de 78 RPM, aunque las setenta y ocho versiones posteriores son más lentas. La grabación posterior de Holst es más rápida que la versión acústica, posiblemente porque el proceso eléctrico requería ranuras más anchas, lo que reducía el tiempo de reproducción disponible. Otras grabaciones más lentas en 78 RPM incluyen las realizadas por Leopold Stokowski (1943) y Adrian Boult (1945). Las grabaciones de la era del LP también suelen ser más largas que las del compositor, pero desde la era digital una grabación de 2010 de la Orquesta Filarmónica de Londres dirigida por Vladímir Yúrovski es más rápida que la versión acústica de Holst y se acerca a igualar sus velocidades de 1926, y en dos movimientos («Venus» y «Urano») los supera. No hubo grabaciones comerciales de la obra en la década de 1930. De los tiempos modernos, si hay una versión que pueda ser considerada "de referencia", es la de William Steinberg con la Orquesta Sinfónica de Boston, de 1970 con DGG.

## Legado

### Ampliación a «Plutón»
Aunque Plutón fue descubierto durante la vida de Holst, en 1930, no mostró interés en escribir un movimiento para este planeta. Ha habido muchas adaptaciones de la suite y varios intentos de agregarlo. En 2000, la Orquesta Hallé de Mánchester encargó al compositor y crítico musical británico Colin Matthews, especialista en la obra de Holst, que escribiera un nuevo movimiento, el octavo, al que tituló «Plutón, el renovador». Dedicado póstumamente a Imogen Holst, este nuevo movimiento fue estrenado el 11 de mayo de 2000 en Mánchester, por la orquesta Hallé bajo la dirección de Kent Nagano. Matthews modificó el final de «Neptuno» y lo convirtió en una transición a «Plutón». El «Plutón» de Matthews se ha grabado, junto con la suite de Holst en, al menos, cuatro ocasiones. Leonard Bernstein y Jun Nagao también han escrito versiones de «Plutón» para Los planetas.

### Adaptaciones
La suite ha sido adaptada para numerosos instrumentos y combinaciones instrumentales, incluidos órgano, sintetizador, banda de música y orquesta de jazz. El propio Holst usó la melodía de la sección central de «Júpiter» para un arreglo del himno «I Vow to Thee, My Country» en 1921. Como himno tiene el título de «Thaxted», por la ciudad del condado de Essex donde Holst vivió durante muchos años, y también se ha usado para otros himnos, como «O God beyond all praising».

### En la cultura popular
Los planetas ha sido tomado como una influencia por varias bandas de rock y para bandas sonoras de películas como las de la serie Star Wars, cuya música la compuso John Williams. Ha habido numerosas referencias a la suite en la cultura popular, desde películas hasta televisión y juegos de ordenador.
«World in Union», la canción oficial de la Copa Mundial de Rugby desde 1991, usa la misma melodía tomada de la sección central de «Júpiter». En 2001 el himno de la Iglesia de Jesucristo de los Santos de los últimos días, «The Iron Rod», fue adaptado a la melodía de la sección central por Bob Galbraith para ser cantada por el Mormon Tabernacle Choir durante la CLXXV Conferencia Semestral de la Iglesia de Jesucristo de los Santos de los Últimos Días.
En el álbum debut de 1970 de la banda Black Sabbath, el tema homónimo que inicia el disco tiene como riff principal el mismo que «Marte». Esto fue reconocido por Bill Ward (baterista de la banda) en el documental de 2011 «Metal Evolution» Episodio 1. Además, en su canción «Children of the Grave» de 1971, tanto el riff como el puente se basan libremente en el mismo movimiento. También el grupo Rainbow, de Ritchie Blackmore (exguitarrista de Deep Purple), en el álbum Down to Earth, comienza la canción «Eyes of the Word» con Don Airey interpretando a los sintetizadores el principio del mismo movimiento, así como la canción «The Divine Wings of Tragedy» del álbum homónimo de Symphony X, en su movimiento «In The Room of Thrones» contiene acordes y ritmo, y también en su letra está la frase «The bringer of war». El grupo King Crimson, en su álbum In the Wake of Poseidon de 1970, incluyó una pieza instrumental llamada «The devil's triangle», con influencias de ese movimiento. La banda había empezado a tocar el movimiento en sus actuaciones en directo en 1969. En el álbum Mythodea de Vangelis, dedicado a la misión espacial de la NASA en Marte, el primero de sus movimientos contiene las notas sol-re-do♯ que enuncian los metales graves al principio del movimiento correspondiente de la suite de Holst.
La canción «Running» del álbum Symphony de la soprano británica Sarah Brightman tiene acordes de «Júpiter».